# Jack Johnson: A Weekend at the Greek/Live in Japan
Jack Johnson: A Weekend at the Greek/Live in Japan – wydane w 2005 roku koncertowe DVD Jacka Johnsona. Składa się ono z dwóch różnych filmów: A Weekend at the Greek oraz Live in Japan, a także dodatkowego materiału. Pierwszy z filmów ukazuje fragmenty dwóch pierwszych koncertów muzyka w słynnym Greek Theatre, rozpoczynających amerykańską trasę promującą album Brushfire Fairytales. Drugi przedstawia fragmenty występów w Japonii, kończących trasę promującą album On and On. Reżyserem A Weekend at the Greek i Live in Japan był Brendan Malloy.
Podczas koncertów, z których złożony jest Live in Japan Johnson występował na scenie wraz ze stałymi członkami jego zespołu: basistą Merlem Podlewskim i perkusistą Adamem Topolem. Wykonali oni wtedy część utworów z płyt On and On oraz Brushfire Fairytales, a także wczesną wersję piosenki "Banana Pancakes" z albumu In Between Dreams. Gościnnie z Jackiem zagrali Donavon Frankenreiter i Money Mark.
W trakcie koncertów, podczas których powstał A Weekend at the Greek z Johnsonem, Podlewskim i Topolem wystąpili także Zach Gill oraz "rodzina" Brushfire Records, czyli G. Love, ALO, Money Mark i Matt Costa. Film był nagrywany podczas dwóch występów muzyka w jednym z jego ulubionych miejsc – Greek Theatre. Szczególnie godny uwagi jest doskonały kontakt muzyków z publicznością.

## Lista utworów
Lista przedstawia wyłącznie piosenki, nie uwzględnia pozostałych materiałów.

### Dysk 1:A Weekend at the Greek
1. "In Between Dreams Medley"
2. "Never Know"
3. "Taylor"
4. "Sitting, Waiting, Wishing"
5. "Flake"
6. "Breakdown"
7. "Bubble Toes"
8. "Staple It Together"
9. "If I Could"
10. "Rodeo Clowns"
11. "Mudfootball (For Moe Lerner)"
12. "Fall Line"
13. "No Other Way"
14. "Better Together"

Film nakręcony w Greek Theatre w Kalifornii, 19 i 20 września 2005 roku.

### Dysk 2:Live in Japan
1. "Banana Pancakes"
2. "Gone"
3. "It's All Understood"
4. "Cookie Jar"
5. "Pirate at 40"
6. "Heading Home"
7. "Wasting Time"
8. "Horizon Has Been Defeated/Bad Fish"
9. "The News"
10. "Inaudible Melodies"
11. "Times Like These"

Film nakręcony podczas trasy koncertowej w Japonii w 2004 roku.